# 함평 이씨
함평 이씨(咸平李氏)는 전라남도 함평군을 본관으로 하는 한국의 성씨이다. 혹칭 함풍 이씨(咸豊李氏)라 한다.

## 역사
『정묘보(丁卯譜)』 세록(世錄)편에 의하면 시조(始祖) 이언(李彦)이 고려 태조(太祖)때 신무위대장군(神 武衛大將軍)을 지냈다. 2세손 이화(李和)는 신호위대장군(神虎衛大將軍)를 지냈고, 3세손 이상문(李尙文)도 부친과 같은 신호위대장군(神虎衛大將軍)를 지냈다. 4세손 이순지(李順之)는 검교(檢校) 흥위위대장군(興威衛大將軍)을 지냈으며 그의 큰 아들 이림(李琳)은 신종(神宗)6년 1202년에 태어나 문과(文科)에 급제하고 상의국(尙衣局) 직장정(直長正)을 지냈으며 둘째 아들 이광봉(李光逢)은 문과를 거쳐 삼사사(三司使) 삼중대광보국숭록대부(三重大匡輔國崇祿大夫) 좌명공신(佐命功臣)에 녹훈되고 함풍부원군(咸豊府院君)에 봉해졌다. 6세손 이요(李堯)는 고종(高宗)35년인 1247년에 태어나 사순위 부호군(司巡衛 副護軍)을 지냈다. 7세손 이인원(李仁元)은 고려조(高麗朝)때 높은 벼슬인 첨서사사(詹書司事)를 지냈고, 둘째인 이인관(李仁琯)은 충렬왕(忠烈王)3년 1276년에 태어나 일찍이 문과(文科)에 급제하여 종3품 검교예빈경(檢校禮賓卿)을 지냈다. 8세손 이현우(李玄雨)는 고려조(高麗朝)의 문과(文科) 출신으로 직장동정(直長同正)을, 조선조(朝鮮朝)에 들어와서는 사헌부 집의(司憲府 執義) 중직대부(中直大夫) 종삼품(從三品)으로 증직(贈職)되었다. 9세손 이자보(李自寶)는 고려조(高麗朝) 충목왕(忠穆王) 4년 1347년에 태어나 조선조(朝鮮朝)에서 선무랑(宣務郎) 모평감무(牟平監務) 비순위정용랑장(備巡衛精勇郞將)을 지냈고 뒤에 통정대부(通政大夫) 호조참의(戶曹參議)로 증직(贈職)되었다. 슬하에 이이(李貽), 이극해(李克諧), 이극명(李克明) 3남을 두었다. 그 후 후손들이 크게 번성하여 함평이씨의 대종(大宗)을 형성하였다. 

## 본관
함평 이씨(咸平李氏)는 함평(咸平)이 발상지(發祥地)이고 시조(始祖) 이언(彦)이 함평(咸平)에서 득관(得貫)했기에 함평 이씨(咸平李氏)가 되었다.
원래 함평(咸平)은 삼한시대에는 마한에 속하였고 백제시대에는(660년) 굴내현(屈內縣)과 다지현(多只縣)으로 되었다. 통일신라시대 (757년)에는 굴내현(屈內縣)이 함풍현(咸豊縣)으로 되고 다지현(多只縣)이 다기현(多岐縣)으로 되었다. 고려시대에는 함풍현(咸豊縣)은 존속되고 다기현(多岐縣)은 모평현(牟平縣)으로 개칭되었다. 그 후 조선 태종 9년(1409년)에 함풍현(咸豊縣)과 모평현(牟平縣)을 합하여 함평현(咸平縣)으로 개칭하였고, 1895년에 함평현(咸平縣)을 함평군(咸平郡)으로 개칭하였다. 그러기에 고려 초기 함풍현(咸豊縣)일때는 함풍 이씨(咸豊 李氏)라고 불러왔었고, 조선 태종 9년(1409년)에 함풍현(咸豊縣)이 함평현(咸平縣)으로 개칭되면서부터는 함평 이씨(咸平 李氏)로 불러오고 있다. 함풍이씨(咸豊李氏)라고도 한다.

## 인물

### 조선
- 이극명(李克明 1388~1454) 선략장군(宣略將軍) 호분위호군(虎賁衛護軍)이였으며 순충적덕보조공신(純忠積德補祚功臣) 정헌대부(正憲大夫) 병조판서(兵曹判書)에 증직되고 함평군(咸平君)에 봉(封)해졌다.
- 이 긍(李兢 1389~1433) 1433년 증 이조판서(吏曹判書), 공조판서(工曹判書)을 지냈다.
- 이종생(李從生 1423~1495) 이시애(李施愛)난의 평정으로 정충출기(精忠出氣) 적개공신(敵愾功臣)에 봉해지고 각도의 병마절도사(兵馬節度使)를 역임했으며, 가정대부(嘉靖大夫)로 한성부좌윤(漢城府左尹) 오위도총부부총관(五衛都摠府副摠管)의 벼슬을 지내고 함성군(咸城君)에  봉해 졌다. 병조판서(兵曹判書)에 증직되고 장양(壯讓)의 시호(諡號)를 받았으며 금남(錦南) 최부(崔簿)가 묘지(墓誌)를 지었다. 해동명신록(海東名臣錄)에 여섯 사람의 무인(武人) 중 두 번째로 올라있고 해동명장전(海東名將傳)에도 고려의 최영(崔瑩), 조선의 이지란(李之蘭), 어유소(漁有沼) 등과 함께 올라있다.
- 이종수(李從遂 1424~1483) 무과(武科)에 급제하여 충좌위부성정(忠佐衛副司正)을 지냈고 병조참판(兵曹參判)에 증직되었다.
- 이 량(李良 1446~1511) 1497년 전라좌도수군절도사(全羅左道水軍節度使)시 수중성(水中城)인 방왜축제(防倭築堤)를 축조(築造)하여 왜구(倭寇)를 크게 물리쳤다. 함경북도병마절도사(咸鏡北道兵馬節度使)와 동지중추부사(同知中樞府事) 겸 사복장(司僕將)을 지냈으며 함천군(咸川君)으로 봉군(封君)되었다. 여수의 장군도(將軍道)는 이량장군이 쌓은 수중석성(水中石城)을 기념하는 곳에서 유래했으며, 충청수영의 영보정(永保亭)은 1504년 충청수군절도사(忠淸水軍節度使)시 건립했다.
- 이종인(李宗仁 1462~1533) 함경북병사(咸鏡北兵使), 전라좌수사(全羅左水使), 병조참판(兵曹參判)을 지냈다.
- 이세번(李世蕃 ? ~ ? 9.7) 무과(武科)급제하여 통정대부(通政大夫), 김해도호부사(金海都護府使), 증 승정원승지겸경영참찬관(承政院承旨兼經筵參贊官), 기묘명현록재공지학문조행등어(己卯名賢錄載公之學問操行等語)에 봉해졌다.
- 이종의(李宗義 1462~1520) 시호는 양익(襄翼), 무과(武科)에 급제하여, 중종반정, 유공으로 함흥군에 봉해졌다.
- 이윤보(李允寶 1513~?) 무과(武科)에 급제하여 만호(萬戶)를 지냈다.
- 이윤탕(李允宕 1518~1570) 무과(武科)에 급제하여 갑산부사(甲山府使), 증 참판(贈 參判)을 지냈다.
- 이장영(李長榮 1521~1589) 명조 무오년(1558년)에 문과(文科)에 급제하여 좌부승지(左副承旨)를 지냈다.
- 이 관(李瓘 1523~1597) 명종조 무신년(1548년)에 문과(文科)에 장원급제(壯元及第)하여 예조참판(禮曹參判)을 지냈다.
- 이 각(李珏 ? ~1592) 무과(武科)에 급제하여 경상좌병사(慶尙左兵使)를 지냈다.
- 이종례(李宗禮 ?~?) 무과(武科)에 급제하여 황주목사(黃州牧使)를 지냈다.
- 이지춘(李枝春 世宗朝~?) 무과(武科)에 급제하여 청산(靑山)현감을 지냈다.
- 이진충(李盡忠 中宗朝~?) 호는 석관(石串), 무과(武科)에 급제하여 신령(新寜)현감을 지냈다.
- 이몽상(李夢詳 明宗朝~?) 무과(武科)에 급제하여 군자감(軍資監)에 근무했다.
- 이유근(李惟謹 1523~1606) 명종 16년(1561년)에 문과(文科)에 급제하여 대구부사(大丘府使)를 지냈으며 명(明)나라 서장관(書狀官)으로 갔을 때 시로서 감복시켜 명 황제로부터 연주옥패를 하사받았다.
- 이 관(李瓘 1523~1596) 1548년 문과(文科)에 장원급제(壯元及第)하였으며, 예조참판(禮曹參判)을 지냈다.
- 이 총(李摠 1529~1663) 명종 정묘년(1567년)에 문과(文科)에 급제하여 양주목사(楊州牧使)를 지냈다.
- 이 경(李儆 1537~1592) 명종 갑자년(1564년)에 문과(文科)에 급제하여 황해도관찰사(黃海道觀察使)를 지냈다.
- 이영익(李英翼 1541~ ?) 선조 무진년(1568년)에 문과(文科)에 급제하여 승정원 승지(承政院 承旨)를 지냈다.
- 이응성(李應星 1543~1549) 가선대부 문천군수 습봉 함풍군 증 숭정대부 의정부 우찬성(嘉善大夫 文川郡守 襲封 咸豐君 贈 崇政大夫 議政府 右贊成)을 지냈다.
- 이지효(李止孝 1551~1614) 충청도수군절도사(忠淸道水軍節度使) 선전도총(宣傳都總)을 지냈다. 인목대비 폐비 사건에 연류되어 옥사하였으며 형조판서(刑曹判書)에 추증되었다.
- 이효원(李效元 1550~1629) 예조좌랑(禮曹佐郞), 한성부좌윤(漢城府左尹), 대사간(大司諫)을 역임했다. 임진왜란(壬辰倭亂) 시 부친 관(瓘)과 임금을 호종(扈從)하였으며, 대사간(大司諫)으로 재임 시 광해군(光海君) 옹립을 꾀한 이이첨(李爾瞻) 무리의 횡포를 간(諫)한 구실로 거제(巨濟)에 16년간 유배(流配)되었다. 아들 해(澥)의 공(功)으로 가의대부(嘉義大夫) 영의정(領議政)에 증직(贈職)되고 함풍부원군(咸豊府院君)에 봉군(封君)되었다.
- 이지경(李止敬 1554~1576) 무과(武科)에 급제하여 통덕랑(通德郞)을 지냈다.
- 이홍원(李弘元 1554~?) 선조조 (1577년)에 문과(文科)에 급제하여 병조좌랑(兵曹佐郎)을 지냈다.
- 이백복(李伯福 1555~1632) 무과(武科)에 급제하여 가선대부 동지중추부사겸 오위도총부부총관 포도대장(嘉善大夫 同知中樞府事兼 五衛都摠        府副摠管 捕盜大將), 1623년 계해 위정사원종공공신2등훈(癸亥爲靖社原從功功臣二等勳)에 봉해 졌다.
- 이지득(李之득 1555~1594) 임진왜란에 군량미 모곡(耗穀)에 공을 세웠으며 흥양(興陽)에 침입한 왜병을 상대로 장경홍과 함께 싸우다 순절했다. 1893년 참의에 봉해졌다.
- 이광선(李光先 1563~1616) 소강, 첨사(僉使), 절제사(節制使) 임진왜란에 혁혁한 전공을 세우고 용만이 임금을 모시는데 공이 있어 선무원종이등공신(宣武原從功臣二等功臣)에 봉해 졌다.
- 이지완(李之완 1569~1632) 1624년 이괄의 난에 군수 보급에 공을 세워 금부도사(禁府都事)에 추증되었다.
- 이춘원(李春元 1571~1634) 선조 병신년(1596년)에 문과(文科)에 급제하여 홍문관(弘文館), 세자강원(世子講院), 가선대부(嘉善大夫), 강원도관찰사(江原道觀察使), 충청도관찰사(忠淸道觀察使), 병마수군절도사(兵馬水軍節度使), 순찰사(巡察使)를 지냈으며 명신록(명신록)에 기재되었으며 문집(文集)이 있다.
- 이배원(李培元 1575~1653) 광해 임자년(1612년) 문과(文科)에 급제하여 황해도관찰사(黃海道觀察使)겸 순변사(巡邊使) 세자전(世子傳)을 지냈고 대광보국숭록대부(大匡輔國崇祿大夫:정1품) 의정부(議政府) 좌의정(左議政)의 증직을 받았으며, 호(號)는 귀휴당(歸休堂)으로 백주이명한저(白洲李明漢著), 귀휴당집(歸休堂集), 대제학연안이학수서(大提學延安李鶴秀序), 귀휴당팔경시(歸休堂八景詩), 금북저류작구(金北渚流作句)등 문집(文集)이 있다.
- 이 원(李沅 1586~1637) 충청도병마절도사(忠淸道兵馬節度使), 경상좌도병마절도사(慶尙左道兵馬節度使), 경상우도수군절도사(慶尙右道水軍節度使)겸(兼) 삼도통제사(三道統制使) 함경남도방어사(咸鏡南道防禦使)겸(兼) 영흥대도호부사(永興大都護府使), 함경북도병마절도사(咸鏡北道兵馬節度使)겸(兼)삼도순변사(三都巡邊使), 평안도병마절도사(平安道兵馬節度使) 역임하였다. 분충찬모입기명윤정사삼등공신(奮忠贊謀立紀明輪靖社三等功臣)으로 함녕군(咸寧君)에 봉해졌으며 시호는 경무공(景武公)이다. 비문은 최명길(崔鳴吉)이 지었다.
- 이선철(李先哲 1584~1626) 무과(武科)에 급제하여 덕천(德川)군수를 지냈다.
- 이효원(李效元 ?~?) 선조 경오년(1570년)에 진사, 선조 갑오(1594년) 에 문과(文科) 급제하여 대사간(大司諫)을 지냈다.
- 이 정(李靜 1571~?) 1606년에 문과(文科)에 급제하여 예문관(藝文館)에 검열봉교(檢閱奉敎)를 지냈다.
- 이 원(李沅 1586~1637) 1618년에 무과(武科)에 급제하여 당상관으로  (堂上官)으로 장단방어사(長湍防禦使)도총부(都摠府) 부총관(副摠管),          훈련도감(訓鍊都監)의 중군(中軍) 포도대장(捕盜大將)외에 충청도병마절도사(忠淸道兵馬節度使), 경상좌도병마절도사(慶尙左道兵馬節度使), 경        상우도수군절도사(慶尙右道水軍節度使)겸(兼) 삼도통제사(三道統制使), 함경남도방어사(咸鏡南道防禦使)겸(兼)영흥대도호부사(永興大都護府使),        함경북도병마절도사(咸鏡北道兵馬節度使)겸(兼) 삼도순변사(三都巡邊使),  평안도병마절도사(平安道兵馬節度使)등(等) 역임하였다. 분충찬모입기명        윤정사공신(奮忠贊謀立紀明輪靖社功臣)으로 1623년 인조반정(인조반정)에 인로를 추대한 공3등 공신으로 함녕군(咸寧君)에 봉해졌으며, 시효는 경무공(景武公)이다. 비문은 최명길(崔鳴吉)이 지었다.
- 이 해(李澥 1591~1670) 형조판서(刑曹判書), 공조판서(工曹判書), 의금부판사(義禁府判事), 한성부판윤(漢城府判尹)를 지냈고 현종10년 보국숭록대부(보국숭록대부)로 품계가 올랐다. 분충찬모입기명윤정사이등공신(奮忠贊謀立紀明輪靖社二等功臣)으로 正一品 함능부원군(咸陵府院君)에 봉해 졌으며 시호는 충정공(忠靖公)이었으나 뒤에 충민공(忠敏公)으로 개시(改諡)되었다.
- 이 정(李정 1603~1630) 문과(文科)에 급제하여 통덕랑(通德郞)을 지냈다.
- 이 온(李溫 1604~) 인조 16년 무인년에 문과(文科)에 급제하여 지평(持平)을 지냈으며 문집(文集)이 있다.
- 이선즙(이선즙 1611~1661) 1636년 병자호란 때 의병을 모집하여 북상 청주에서 강화의 소식을 듣고 낙향하여 은거하였다.
- 이지익(李之翼 1625~1694) 예조판서(禮曹判書), 공조판서(工曹判書), 형조판서(刑曹判書)를 지냈다. 손자 윤신(潤身), 증손(曾孫) 영록(永祿), 영휘(永暉), 고손(高孫) 3형제 명운(溟運), 경운(庚運), 정운(貞運)등 대를 이어 일곱 명의 과거 급제자를 배출하였다.
- 이행연(李行然 1634~1694) 무과(武科)에 급제하여 선전관(宣傳官), 효우출천 재여지승람 율원 민여양 윤명재 상탄(孝友出天 載輿地勝覽 栗園 閔驪陽 尹明齋 常嘆)을 지냈다.
- 이 숙(李塾 1637년) 1698년에 문과(文科)에 급제하여 좌랑(佐郞)을 지냈다.
- 이이신(李以愼 1643~1699) 무과(武科)에 급제하여 부호군(副護軍)을 지냈다.
- 이정규(李庭葵 1644~1672) 무과(武科)에 급제하여 선전관(宣傳官)을 지냈다.
- 이 빈(李斌 1648~? 12.9) 무과(武科)에 급제하여 적순부위(迪順副尉) 통훈대부(通訓大夫), 행관상감판관(行觀象監判官), 어모장군(禦侮將軍), 행충무위부호군(行忠武衛副護軍)을 지냈다.
- 이정면(李庭葂 1652~1702) 무과(武科)에 급제하여 선전관(宣傳官)을 지냈다.
- 이정신(李庭藎 1669~1745) 무과(武科)에 급제하여 만호(萬戶)을 지냈다.
- 이 임(李林 1673~1732)) 무과(武科)에 급제하여 첨사(僉使)를 지냈다.
- 이경악(李景岳 1676~1769) 무과(武科)에 급제하여 부안(扶安)현감을 지냈다.
- 이 삼(李森 1677~1735) 무과(武科)에 장원급제(壯元及第)하여 병조판서(兵曹判書), 공조판서(工曹判書) 겸(兼) 도총관(都摠管)을 역임했고 수충갈성결기효력분무공신(輸忠竭誠決幾效力奮武功臣), 자헌대부(資憲大夫)로 함은군(咸恩君)에 봉해 졌다. 한성판윤, 훈련대장 등의 관직을 유지하다 고종하였다.
- 이윤신(李潤身 1689~1748) 영조 병인(1746年) 중시(重試)에 장원(壯元)하여 통정대부(通政大夫)로 승정원 우승지(承政院 右承旨) 겸 경연참찬관(經筵參贊官)을 역임하였고 1742년 함평이씨 임술보(壬戌譜)를 간행하였으며 문집도 남겼다.
- 이하연(李夏連 1690~1762)  숙종 정유년(1717년)에 문과(文科)에 급제하여 좌랑(佐郞), 용인현감(龍仁縣監)을 지냈다.
- 이시창(李時昌 1691~1780) 예조참판(禮曹參判)을 지냈다.
- 이 심(李沈 1693~1761) 인조 을해년에 문과(文科)에 급제하여 승정원 승지(承政院 承旨), 해주목사(海州牧使)을 지냈다.
- 이수덕(李壽德, 1696~1764) 영조 9년 계축년에 문과(文科)에 급제하여 승지(承旨)을 지냈다.
- 이수구(李壽龜 1696~1734) 무과(武科)에 급제하여 증자헌대부(贈資憲大夫) 병조판서겸지의금부훈련원사(兵曹判書兼 知義禁府訓練院事)을 지냈다.
- 이희석(李喜石 1697~1775) 문과(文科)에 급제하여 좌랑(佐郞)을 지냈으며, 월촌록(月村錄) 13권, 양촌가첩(亮村家牒) 2권, 대학심수론어어답록(大學尋數論語語剳錄), 시문(時文) 등 많은 저술(著述)을 남겼다.
- 이유신(李裕身 1698~1766) 경종 계묘(1723년)에 문과(文科)에 급제하여 가선대부(嘉善大夫), 참판(參判), 도승지(都承旨), 강원도관찰사(江原道觀察使)를 지냈으며 함평이씨(咸平李氏) 무인보(戊寅譜)를 편찬(編纂)하였으며 시집이 있다.
- 이영록(李永祿 1707~?) 영조 정사년(1737년) 별시(別試)에 문과(文科)에 급제하여 세자시강원(世子侍講院) 설서(說書), 통훈대부(通訓大夫), 사간원(司諫院) 정언(正言)을 지냈다.
- 이희겸(李喜謙 1707~?) 영조 기미년(1739년)에 문과(文科)에 장원급제(壯元及第)하여 현령(縣令)을 지냈다.
- 이수봉(李壽鳳 1710~1785) 영조 경신년(1740년) 문과(文科)에 대사간(大司諫)을 지냈으며, 영조 34년에 검전도사(檢田都士)가 되었다.
- 이영휘(李永暉 1710~?) 영조 계축년(1809년)에 진사(進士)를 거쳐 영조 정사(丁巳) 1737년 문과(文科)에 급제하여 승지(承旨)를 지냈다.
- 이창운(李昌運 1713~1791) 상원군수(祥原郡守), 안동영장(安東營將)을 거쳐 1754년 가선대부(嘉善大夫)로 동지중추부사(同知中樞府事)가 되었고 함춘군(咸春君)에 봉군(封君)되었다. 1776년(정조원년) 삼도수군통제사(三道水軍統制使), 우포도대장(右捕盜大將)을 거쳐 어영대장(御營大將)과 총융사(摠戎使)를 지냈다.
- 이만운(李萬運 1723~1797) 이덕무(李德懋)등 실학자와 교류하였으며 돈녕부 참봉으로 조선의 전고(典故)에 유능인물로 선정되었다. 正祖의 命을 받고 문헌비고(文獻備考)를 개정 보완한 증보문헌비고(增補文獻備考) 초고를 완성했으나 재 보완 작업 중 사망, 아들이 대를 이어 완성하였다. 저서 및 편서로는 기년아람(紀年兒覽), 조두록(俎豆錄), 풍천음(風泉吟), 장릉지(莊陵誌) 등이 있다.
- 이성운(李成運 1727~?) 영조 계사년(1773년)에 문과(文科)에 급제하여 세자시강원(世子侍講院)에서 강의를 하였다.
- 이명운(李溟運 1728~?) 영조 계유년(1753년)에 문과(文科)에 급제하여 정언(正言)을 지냈으며 문집(文集)이 있다.
- 이숭운(李崇運 1729~?)  정조 갑진년(1786년)에 문과(文科)에 급제하여 정언(正言) 사간원(司諫院 政6品)을 지냈다.
- 이유홍(李儒弘 1733~1761) 무과(武科)에 급제하여 통정대부(通政大夫), 붕화부사(中和府使) 증좌승지(贈左承旨)를 지냈다.
- 이일운(李日運 1736~?) 정조 병과년(1796년)에 문과(文科)에 급제하여 승지(承旨)를 지냈다.
- 이익운(李翼運 1738~?) 영조 을유년(1765년)에 문과(文科)에 급제하여 사간원(司諫院)의 정언(正言)를 지내다 이인좌(李麟佐)의 역모시 참두상소(斬頭上疏)를 올리다 북청(北靑)으로 귀양 갖으나 영조의 특명으로 돌아왔으나 젊은 나이에 병사하였으며 필법(筆法)이 능하여 국왕(國王)이 극찬하였다.
- 이경운(李庚運 1745~1821) 영조 임인년(1782년)에 문과(文科)에 급제하여 삼사(三司)의 가의대부(嘉義大夫), 참판(參判)을 지냈으며 봉조하(奉朝賀)에 봉(封)해 졌다.
- 이유수(李儒修 1746~?) 정조 계묘년(1783년)에 문과(文科)에 급제하여 사간원(司諫院)의 사간(司諫)을 지냈으며 궁술(弓術)에 능하여 연중칠장(連中七場)하여 정조께서 호(號)를 칠발(七發)이라 하였다.
- 이유경(李儒敬 1747~1804) 무과(武科)에 급제하여 선전관(宣傳官) 승지(承旨), 금위중군(禁衛中軍), 우포도대장(右捕盜大將), 삼도수군통제사(三道水軍統制使)을 거쳐 1799년 평안도 병마절도사(平安道 兵馬節度使)가 되었으며 국경 지역인 평안북도 창성군에 당아산성(當峨山城)을 700여보 증축했다.
- 이정운(李貞運 1747~1812) 정조(正祖) 을사(乙巳)(1809년)에 문과(文科)에 급제하여 삼사(三司) 통정대부(通政大夫) 당상관(通政大夫 堂上官), 사간원 대사간(司諫院 大司諫)을 지냈으며 10권의 문집(文集)이 있다.
- 이유경(李儒慶 1748~1818) 영조 임진년(1772년)에 문과(文科)에 급제하여 한림옥서의 도승지(都承旨), 참판(參判)을 지냈고 유고집(遺稿集)이 있다.
- 이종운(李鍾運 1760~1840) 순조 신유년(1801년)에 문과(文科)에 급제하여 삼사(三司), 가의대부(嘉義大夫), 참판(參判), 개성유수(開城留守)를 지냈다.
- 이방운(李昉運 1761~?) 조선후기의 화가로 호(號)는 기야(箕野), 산수화(山水畵)와 인물화(人物畵)에 능했으며 현존작품은 50여 점이 있다. 화풍(畵風)은 남종화법(南宗畵法)이며 대표작은 국립중앙박물관 소장의 빈풍도와 이화여대 박물관 소장의 청계도인도(淸溪道人圖), 홍익대 박물관의 망천십경도(輞川十景圖) 등이다.
- 이유빈(李儒斌 1762~1837) 무과(武科)에 급제하여 통정대부(通政大夫), 통진부사(通津府使)를 지냈다.
- 이유갑(李儒甲 1762~1830) 정시 무과(武科)에 급제하여 우후(虞侯) 증 승지(贈承旨)를 지쟀다.
- 이유상(李濡象 1772~?) 문과(文科)에 급제하여 홍문관(弘文館) 교리(校理)를 지냈다.
- 이명서(李明緖 1773~?) 순조 정묘년(1807년)에 문과(文科)에 급제하여 정언(正言)을 거쳐 통훈대부(通訓大夫) 사헌부집의(司憲府執義)를 지냈다.
- 이유원(李儒遠 1774~1828) 무과(武科)에 급제하여 전영장(前營將) 통정대부(通政大夫), 철산부사(鐵山府使)를 지냈다.
- 이익서(李益緖 1779~1821) 무과(武科)에 급제하여 통정대부(通政大夫), 함평현감(咸平縣監)을 지냈다.
- 이원서(李元緖 1781~1862) 무과(武科)에 급제하여 가선대부(嘉善大夫), 풍천부사(豐川府使)을 지냈다.
- 이장서(李莊緖 1794~?) 순조(純祖) 계미년(1823년)에 문과(文科)에 급제하여 사헌부 집의(司憲府 執義)를 지냈다.
- 이민교(李敏敎 1797~1879) 무과(武科)에 급제하여 가선대부 북병사 좌포도대장 지중추부사(嘉善大夫 北兵使 左捕盜大將 知中樞府事) 습봉           함능군 충훈부 당상관(襲封 咸陵軍 忠勳府 堂上官)을 지냈다.
- 이민상(李敏常 1816~1891) 무과(武科)에 급제하여 가선대부(嘉善大夫), 동지돈영부사(同知敦寧府事)을 지냈다.
- 이민수(李敏樹 1819~1879) 무과(武科)에 급제하여 가선대부(嘉善大夫), 승지(承旨)를 지냈다.
- 이증서(李增緖 1827~1898) 무과(武科)에 급제하여 절충장군(折衝將軍), 용양위부호군(龍驤衛副護軍), 충익위장(忠翊衛將), 가선대부동지중추부         사겸 오위장(嘉善大夫同知中樞府事兼 五衛將)을 지냈다.
- 이민영(李敏英 1843~?) 고종 임오년 (1882년)에 문과(文科)에 급제하여 옥서비서원(玉署秘書院)의 승지(承旨)를 지냈고 학행(學行)이 높아 사우(士友)의 추앙을 받았으며 유고집(遺稿集)이 있다.
- 이민창(李敏昌 1845~1898) 무과(武科)에 급제하여 통정대부(通政大夫), 전주중군(全州中軍)을 지냈다.
- 이돈봉(李敦鳳 1845~1905) 무과(武科)에 급제하여 선전관(宣傳官), 첨정(僉正)을 지냈다.
- 이계필(李啓弼, 1860~?) 고종 정해년(1887년)에 문과(文科)에 급제하여 교리(敎理), 승지(承旨)를 지냈다.
- 이민승(李敏昇 1861~1941) 무과(武科)에 급제하여 통정대부(通政大夫), 초계군수(草溪郡守)을 지냈다.

### 근·현대
- 이계선(李啓善. 1881~1909): 의병장, 김사국(金士國)부대에서 활동하다 죽지에서 본헌병에게 체포되어 총살 당하였다.
- 이병헌(李炳憲. 1895~): 5대 국회의원
- 이성우(李成佑. 1897~): 1, 2대 국회의원
- 이우헌(李于憲. 1902~): 6, 7대 국회의원
- 이계순(李啓純. 1911~): 농림부장관, 경남지사
- 이건주(李建周. 1917~): 해양대학교총장
- 이돈명(李敦明. 1922~): 변호사, 조선대 총장
- 이계완(李啓完. 1925~): 충남도지사
- 이기수(李基洙. 1926~): 경남도지사
- 이규범(李珪範. 1928~): 부산교육대학장
- 이건영(李建榮. 1929~): 14대 국회의원, 육군3군사령관
- 이계수(李啓水. 1929~): 전남대학교 대학원장
- 이호범(李浩範. 1930~): 7대 국회의원
- 이균범(李鈞範. 1934~) 전남도지사
- 이자헌(李慈憲. 1934~): 10, 11, 12, 13대 국회의원
- 이자헌(李慈憲. 1935~): 체신부장관
- 이길범(李佶範. 1936~): 12대 국회의원
- 이계탁(李啓卓. 1936~): 경희대학교 사회과학대학장
- 이공범(李公範. 1927~): 성균관대 박물관장
- 이재용(李載龒. 1930~): 숭실대 인문대학장
- 이준범(李準範. 1932~): 고려대학교 총장
- 이균범(李鈞範. 1934~): 동신대학교 총장
- 이재섭(李載燮. 1934~): 대전보건전문대학장
- 이계익(李啓謚. 1937~): 교통부장관
- 이재근(李載根. 1937~): 11, 12, 13대 국회의원
- 이재현(李栽賢. 1937~): 40, 41대 무안군수
- 이원범(李元範. 1939~): 11, 15대 국회의원
- 이영일(李榮一. 1939~): 11, 12, 15대 국회의원
- 이재돈(李載敦. 1941~): 해군사단장
- 이흥수(李興洙. 1947~): 전남대학교 사범대학장
- 이신범(李信範. 1949~): 15대 국회의원
- 이계경(李啓卿. 1950~): 17대 국회의원
- 이용섭(李庸燮. 1951~): 18대 국회의원, 행정자치부, 건설교통부장관, 광주광역시장
- 이계안(李啓安. 1952~): 17대 국회의원
- 이계훈(李啓勳. 1952~): 공군참모총장
- 이치범(李致範. 1954~): 환경부장관
- 이상훈(李尙勳. 1956~): 대법관
- 이재갑(李載甲. 1958~): 고용노동부장관
- 이재원(李載沅. 1958~): 30대 법제처장
- 이계철(李啓喆. 1968~): 육군군수사령부 참모장

## 항렬자
| 23세   | 24세     | 25세   | 26세     | 27세   | 28세     | 29세   | 30세     | 31세   | 32세     | 33세   | 34세     | 35세   | 36세     | 37세   | 38세     | 39세   | 40세     | 41세   | 42세     |
| ------ | -------- | ------ | -------- | ------ | -------- | ------ | -------- | ------ | -------- | ------ | -------- | ------ | -------- | ------ | -------- | ------ | -------- | ------ | -------- |
| 유(儒) | 口서(緖) | 민(敏) | 口헌(憲) | 계(啓) | 口범(範) | 재(載) | 口행(行) | 건(建) | 口성(聖) | 규(奎) | 口선(善) | 원(源) | 口식(植) | 희(熙) | 口기(基) | 진(鎭) | 口수(洙) | 병(秉) | 口열(烈) |

## 조선 왕실과의 인척관계
- 영조 후궁 정빈 이씨
- 태종 후궁 혜순궁주

## 인구
- 2015년 함평 이씨 138,550명 + 함풍 이씨 18,552명 = 157,102명